# Dendropemon harrisii
Dendropemon harrisii là một loài thực vật có hoa trong họ Loranthaceae. Loài này được Urb. mô tả khoa học đầu tiên năm 1909.